# Fan Death
Fan Death er en amerikansk pigegruppe.